# Giuliano Gemma
Giuliano Gemma   (Roma, 2 de setembre de 1938 - Civitavecchia, 1 d'octubre de 2013) també acreditat sota el pseudònim Montgomery Wood, va ser un actor, escultor, doble de risc (stuntman) i esportista italià. És conegut internacionalment per haver protagonitzat moltes pel·lícules del gènere spaghetti western (disset en total) i ser el rostre italià més reconegut associat a aquest subgènere (o estil de Western), destacant les pel·lícule on encarna a Ringo (Una pistola per Ringo i Il ritorno di Ringo). Precisament el sobrenom del seu personatge Ringo a la primera pel·lícula va transcendir la pantalla transformant-se en un sobrenom personal per a l'actor: Faccia d'angelo.

## Carrera
Va compartir protagonisme amb alguns dels actors més representatius del gènere, com Lee Van Cleef, Eli Wallach, Tomás Milián o Fernando Sancho. També va tenir l'oportunitat de protagonitzar pel·lícules dins de la comèdia, l'acció, l'aventura i el drama treballant en pantalla al costat d'estrelles internacionals com Rita Hayworth, Burt Lancaster, John Huston, Kirk Douglas, Klaus Kinski, Ursula Andress, Henry Fonda, Max von Sydow, Jack Palance, Catherine Deneuve.
Si bé en el western va treballar amb directors especialistes com Duccio Tessari, Giorgio Ferroni, Michele Lupo, Tonino Valerii i Sergio Corbucci, mai va tenir l'ocasió de poder treballar a les ordres de Sergio Leone amb qui mantenia una bona relació personal però amb qui mai va coincidir en agenda professional, segons va relatar el mateix Giuliano Gemma en entrevista del 2002 per a l'edició estatunidenca en DVD del clàssic western Els dies de la ira realitzat per Wild East l'any 2003.
Va entrar al cinema com a acròbata per realitzar escenes de risc. Per això no resulta estrany veure'l posteriorment en pel·lícules on ja era l'estrella principal baixant-se de cavalls a tota velocitat o deixant-se caure des de dalt d'un arbre amb una tombarella mentre sosté un revòlver a la mà.
Després, el seu carisma i la seva bona aparença li van permetre començar a interpretar petits papers al cinema incloent a un oficial romà (com a extra privilegiat) en dues escenes del clàssic Ben-Hur.
En aquella època Duccio Tessari va voler que interpretés el protagonista del molt ros Krios a Arrivano i titani, una pel·lícula de gran èxit comercial també a l'estranger que tracta el gènere mitològic amb ironia. Va ser un general de Garibaldi a Il gattopardo de Luchino Visconti, a la qual van seguir nombroses pel·lícules de gran èxit com  Angélica i Angelica alla corte del re. Després van venir els spaghetti western que el van consagrar com a estrella, aconseguint grans rebuts de taquilla (amb pel·lícules de gènere dirigides per Duccio Tessari, Tonino Valerii, Sergio Corbucci) Una pistola per Ringo, Il ritorno di Ringo, Adiós gringo, Un dollaro bucato,  Els llargs dies de la venjança, Per uns quants dòlars més i Els dies de la ira. En algunes pel·lícules, els productors li van donar el pseudònim de Montgomery Wood. L'any 1969, sempre amb Duccio Tessari com a director, va trobar el seu company soldat Nino Benvenuti, ara un boxejador consolidat, al plató de la pel·lícula Vivi o preferibilmente morti. Va formar equip amb Bud Spencer a Anche gli angeli mangiano fagioli; sposteriorment va tornar al gènere aparellat amb Ricky Bruch a Anche gli angeli tirano di destro. Va interpretar Robin Hood a L'arquer de Sherwood i un primitiu a Quando le donne avevano la coda. El 1970 va fer de protagonista a Corbari, de Valentino Orsini, dedicada a l'heroi i partisà de Faenza Silvio Corbari. El 1974 va participar en la pel·lícula Delitto d'amore, amb Stefania Sandrelli.
Canviant de gènere, Gemma va aparèixer en pel·lícules més compromeses com El desert dels tàrtars de Valerio Zurlini, un de les seves millors actuacions, així Il prefetto di ferro i Corleone de Pasquale Squitieri, juntament amb la part igualment significativa de Un uomo in ginocchio (1979) de Damiano Damiani, una pel·lícula que el proposarà de nou per a papers dramàtics. A la dècada de 1980 va participar en Tenebre de Dario Argento, Claretta de Pasquale Squitieri i Speriamo che sia femmina de Mario Monicelli i va donar la cara al famós personatge de còmics Tex Willer a Tex e il signore degli abissi, pel·lícula concebuda originalment per a televisió. Gràcies a l'enorme èxit que les seves pel·lícules van tenir al Japó, a principis dels anys 80 el fabricant d'automòbils Suzuki va produir dos tipus de scooter sota el seu nom. Des de finals dels 80 va treballar principalment en produccions de televisió.

## Mort
L'1 d'octubre de 2013, a Cerveteri, es va veure implicat en un accident de trànsit. Transportat a l'hospital de Civitavecchia, hi va morir poc després d'arribar a causa d'una aturada cardíaca.
El municipi de Roma va organitzar la capella funerària al Campidoglio, després el funeral es va celebrar a l'església de Santa Maria dei Miracoli a la piazza del Popolo: en record de la seva experiència juvenil, el fèretre va ser transportat per un equip de bombers. Giuliano Gemma va ser enterrat llavors a la tomba familiar del Cementiri de la Prima Porta, a Roma.

## Vida privada
De la seva primera esposa Natalia Roberti (que va morir prematurament el 1995) va tenir dues filles: Giuliana i Vera. L'any 1997 es va casar per segona vegada amb la periodista Daniela "Baba" Richerme i va anar a viu a Cerveteri. En els darrers anys va descobrir una nova passió: amb les seves escultures en bronze va participar en diverses exposicions. Com que els seus pares vivien a Ceprano, a la Vall Llatina, hi tornava sovint.

## Filmografia

### Cinema
- Venezia, la luna e tu, dirigida per Dino Risi (1958)
- Il nemico di mia moglie, dirigida per Gianni Puccini (1959)
- Arrangiatevi, dirigida per Mauro Bolognini (1959)
- Ben-Hur, dirigida per William Wyler (1959) (no acreditat)
- I cosacchi, dirigida per Giorgio Rivalta (1960)
- Messalina Venere imperatrice, dirigida per Vittorio Cottafavi (1960)
- Io amo, tu ami..., dirigida per Alessandro Blasetti (1961)
- Il pianeta degli uomini spenti, dirigida per Antonio Margheriti (1961)
- Boccaccio '70, dirigida per Vittorio De Sica, Federico Fellini, Mario Monicelli, Luchino Visconti (1962)
- Arrivano i titani, dirigida per Duccio Tessari (1962)
- Il giorno più corto, dirigida per Sergio Corbucci (1963)
- Il gattopardo, dirigida per Luchino Visconti (1963)
- Maciste l'eroe più grande del mondo, dirigida per Michele Lupo (1963)
- La schiava di Bagdad, dirigida per Pierre Gaspard-Huit (1963)
- I due gladiatori, dirigida per Mario Caiano (1964)
- Ercole contro i figli del sole, dirigida per Osvaldo Civirani (1964)
- La rivolta dei pretoriani, dirigida per Alfonso Brescia (1964)
- Angélique, marquise des anges, dirigida per Bernard Borderie (1964)
- Angelica alla corte del re, dirigida per Bernard Borderie (1965)
- Erik il vichingo, dirigida per Mario Caiano (1965)
- Una pistola per Ringo, dirigida per Duccio Tessari (1965)
- Un dollaro bucato, dirigida per Giorgio Ferroni (1965)
- La ragazzola, dirigida per Giuseppe Orlandini (1965)
- Il ritorno di Ringo, dirigida per Duccio Tessari (1965)
- Adiós gringo, dirigida per Giorgio Stegani (1965)
- La meravigliosa Angelica, dirigida per Bernard Borderie (1965)
- Kiss Kiss... Bang Bang, dirigida per Duccio Tessari (1966)
- Arizona Colt, dirigida per Michele Lupo (1966)
- Per pochi dollari ancora, dirigida per Giorgio Ferroni (1966)
- I lunghi giorni della vendetta, dirigida per Florestano Vancini (1967)
- Wanted, dirigida per Giorgio Ferroni (1967)
- Els dies de la ira, dirigida per Tonino Valerii (1967)
- ...e per tetto un cielo di stelle, dirigida per Giulio Petroni (1968)
- I bastardi, dirigida per Duccio Tessari (1968)
- Violenza al sole - Una estate in quattro, dirigida per Florestano Vancini (1969)
- Vivi o preferibilmente morti, dirigida per Duccio Tessari (1969)
- Il prezzo del potere, dirigida per Tonino Valerii (1969)
- Corbari, dirigida per Valentino Orsini (1970)
- Quando le donne avevano la coda, dirigida per Pasquale Festa Campanile (1970)
- L'arquer de Sherwood, dirigida per Giorgio Ferroni (1971)
- L'amante dell'Orsa Maggiore, dirigida per Valentino Orsini (1971)
- Amico, stammi lontano almeno un palmo..., dirigida per Michele Lupo (1972)
- Il maschio ruspante, dirigida per Antonio Racioppi (1972)
- Un uomo da rispettare, dirigida per Michele Lupo (1972)
- Anche gli angeli mangiano fagioli, dirigida per E.B. Clucher (1973)
- Troppo rischio per un uomo solo, dirigida per Luciano Ercoli (1973)
- Delitto d'amore, dirigida per Luigi Comencini (1974)
- Anche gli angeli tirano di destro, dirigida per E.B. Clucher (1974)
- Il bianco, il giallo, il nero, dirigida per Sergio Corbucci (1975)
- Africa Express, dirigida per Michele Lupo (1975)
- Safari Express, dirigida per Duccio Tessari (1976)
- El desert dels tàrtars, dirigida per Valerio Zurlini (1976)
- California, dirigida per Michele Lupo (1977)
- Il prefetto di ferro, dirigida per Pasquale Squitieri (1977)
- Il grande attacco, dirigida per Umberto Lenzi (1978)
- Sella d'argento, dirigida per Lucio Fulci (1978)
- Corleone, dirigida per Pasquale Squitieri (1978)
- Un uomo in ginocchio, dirigida per Damiano Damiani (1979)
- Circuito chiuso, dirigida per Giuliano Montaldo (1979)
- L'avvertimento, dirigida per Damiano Damiani (1980)
- La baraonda, dirigida per Florestano Vancini (1980)
- Commando d'assalto, dirigida per Raoul Coutard (1980)
- Ciao nemico, dirigida per E.B. Clucher (1981)
- Tenebre, dirigida per Dario Argento (1982)
- Senza un attimo di respiro, dirigida per José María Sánchez Álvaro (1983)
- Le cercle des passions, dirigida per Claude d'Anna (1983)
- Claretta, dirigida per Pasquale Squitieri (1984)
- Tex e il signore degli abissi, dirigida per Duccio Tessari (1985)
- Speriamo che sia femmina, dirigida per Mario Monicelli (1986)
- Il padre americano, dirigida per Philippe Charigot (1987)
- Qualcuno pagherà, dirigida per Sergio Martino (1988)
- Al acecho, dirigida per Gerardo Herrero (1988)
- Il morso del ragno, dirigida per Claude d'Anna (1988)
- Ya no hay hombres, dirigida per Alberto Fischerman (1991)
- Firenze no kaze ni dakarete, dirigida per Seiji Izumi (1991)
- Un bel dì vedremo, dirigida per Tonino Valerii (1996)
- Un uomo perbene, dirigida per Maurizio Zaccaro (1999)
- La donna del delitto, dirigida per Corrado Colombo (2000)
- Giovanna la pazza, dirigida per Vicente Aranda (2001)
- A Roma amb amor, dirigida per Woody Allen (2012)

### Televisió
- Circuito chiuso – telefilm (1978)
- Caccia al ladro d'autore – minisèrie (1985)
- Rally – minisèrie (1988)
- I promessi sposi – sceneggiato TV (1990)
- Prigioniera di una vendetta – minisèrie (1990)
- Dagli Appennini alle Ande – minisèrie (1990)
- Non aprite all'uomo nero – telefilm (1990)
- La moglie nella cornice – minisèrie (1991)
- Le Chinois – minisèrie (1 episodi) (1992)
- Jewels – telefilm (1992)
- Una storia italiana – telefilm (1993)
- Maximum Exposure – minisèrie (1993)
- Deserto di fuoco – minisèrie (1997)
- Marseille – minisèrie (1998)
- Premier de cordée – telefilm (1999)
- Game over – telefilm (1999)
- Angelo il custode – sèrie de televisió (2001)
- L'uomo che piaceva alle donne - Bel Ami – telefilm (2001)
- La bambina dalle mani sporche – telefilm (2005)
- Giovanni Paolo II – minisèrie (2005)
- Butta la luna – sèrie de televisió (2006)
- Pompei – minisèrie (2007)
- Il capitano – sèrie de televisió, 14 episodis (2005–2007)
- Butta la luna  – sèrie de televisió, 13 episodis (2009)
- Capri 3 – sèrie de televisió, 13 episodis (2010)

## Reconeixements
- David di Donatello
  - 1977 – David especial per El desert dels tàrtars

- Nastro d'argento
  - 2008 – Nastro d'argento per a tota la vida durant cinquanta anys d'estil i èxit autènticament populars

- Globo d'oro
  - 2008 – Globo d'oro a la carrera

- Grolla d'oro
  - 1979 – Millor actor per Un uomo in ginocchio i Corleone

- Premi Vittorio De Sica
  - 1983 – Guanyador
  - 2008 – Guanyador